# 第一集團控股有限公司
第一集團控股有限公司（簡稱：第一集團），香港註冊地產公司，於2004年成立。是一間把發展、設計及建築一體化的香港房地產發展商。

## 歷史
2012年，把觀塘鴻圖道35號建成為全新甲級工廈，創下當年工廈最高呎價。
2015年，把九龍塘達之路9號建成一幢古羅馬風格設的獨立皇宮大屋。及後，該獨立屋以5億港元售予「河南首富」、和諧汽車主席馮長革。
2017年，建成甲級寫字樓項目長沙灣道650號中國船舶大廈，創下西九龍商廈呎價新高紀錄。
2018年8月1日金朝陽集團以5.3億港元出售旗下荃灣柴灣角街71至75號地盤給第一集團，地盤面積約1.2萬平方呎，若以地積比率9.5倍計算，可建樓面面積約11.4萬平方呎，樓面呎價約4,650元
2018年8月3日第一集團6億港元向科達地產主席湯君明購入荃灣大涌道18至20號，地盤面積約１８１８２平方呎，以地積比率9.5倍計算，可建樓面１７﹒２７萬平方呎
2018年9月10日第一集團，以12.5億元購入長沙灣大南西街1016至1018號廣隆泰大廈，地盤面積約14,790方呎，現有樓面面積約162,299方呎，平均呎價約7,670元，若以地積比率12倍計算，可重建樓面面積約177,480方呎，平均樓面成本呎價約7043元。

## 持有物業項目
- 淺水灣淺水灣道72號
- 荃灣柴灣角街11至15號, 荃灣國際企業中心一期
- 荃灣柴灣角街71至75號, 荃灣國際企業中心二期
- 荃灣大涌道18至20號，荃灣國際企業中心三期
- 長沙灣長沙灣道918號, 環球商貿廣場一期, 前身:百麗大廈,2020年3月以6. 4億購入
- 長沙灣長沙灣道924至926號, 環球商貿廣場二期, 前身:千禧大廈,2020年3月以7.9億購入
- 長沙灣大南西街1018號, 東方國際大廈環球商貿廣場三期,  前身:廣隆泰大廈,2018年9月以12.5億購入
- 九龍灣宏泰道14號, 第一集團中心
- 觀塘鴻圖道35號, 天星中心
- 長沙灣道650號, 中國船舶大廈
- 葵涌大連排道83號, K83
- 九龍塘根德道20號

## 連結
- http://www1.hkej.com/dailynews/article/id/635658/%E9%A6%AC%E6%A6%AE%E6%88%90%E8%B3%BC%E5%A4%A9%E6%98%9F%E4%B8%AD%E5%BF%83%E8%A4%87%E5%BC%8F （页面存档备份，存于）
- http://ps.hket.com/article/1793907 （页面存档备份，存于）
- http://hk.apple.nextmedia.com/realtime/finance/20170615/56833382 （页面存档备份，存于）